# Aron Haas Synagoge
De Aron Haas Synagoge in Almelo in de Nederlandse provincie het Overijssel dateert uit 1980. Het gebouw is gelegen aan het Kerkplein 1 in Almelo. Sinds 2013 is het gebouw een dagopvang voor senioren.

## Ontstaan
De eerste synagoge in Almelo stond in de Bodden. Een stichtingsdatum is niet bekend, wel dat het gebouw in 1803 in gebruik was. In 1846 werd er een synagoge aan de Gasthuissteeg/Schalderoistraat ingericht die ongeschonden de Tweede Wereldoorlog doorgekomen is. Toen dit gebouw eind jaren '70 moest wijken voor een nieuw woningbouwcomplex kreeg de Joodse gemeenschap de toezegging van de gemeente Almelo dat er op een plekje aan de rand van het Kerkplein, nabij de Grote Kerk, een nieuwe synagoge gebouwd zou worden. 
Het werd een bescheiden gebouw, 50 meter verderop en aangepast aan de bouwstijlen rondom het Kerkplein. De Heilige Ark stond aan de achterwand, en die achterwand zou volgens Joods gebruik naar het oosten (Jeruzalem) moeten zijn gericht.

### Interieur
Op 2 november 1980 werd de synagoge op het Kerkplein ingewijd door rabbijn Barend Drukarch. De inrichting bestond voor een belangrijk deel met het interieur van de oude synagoge aan de Schalderoistraat met een sjoellokaal voor zo'n 35 mannen en ruim een dozijn vrouwen achter een lage mechietsa. Verder was er een keuken en een kleine zolderruimte die ooit in was gericht voor het geven van Joodse lessen of het houden van een kidoesj na de sjoeldienst. Sinds april 1999 draagt het gebouw de naam Aron Haas Synagoge, als eerbetoon aan de stuwende kracht achter de heropbouw van de Almelose joodse gemeente in de naoorlogse jaren. In 2006 werden na een krimp de orthodox-Joodse gemeenten Almelo, Hengelo en Enschede gefuseerd tot de Joodse Gemeente Twente waarna in juli 2012 besloten werd het gebouw te verkopen.